# Dix principes pour l'établissement d'un système idéologique monolithique

Emblème de la Corée du Nord.

Le texte des Dix principes pour l'établissement d'un système idéologique monolithique (hangeul : 노동당 유일사상 10대 원칙 ; aussi connus sous le nom des Dix principes du système de l'idéologie unique) est le code de conduite imposé à tous les citoyens de Corée du Nord. Il comprend 10 principes, comme son nom l'indique, et 65 clauses.
Proposé à l'origine en 1967 par Kim Yong-ju, le frère cadet du dirigeant suprême Kim Il-sung, et rendu officiel par Kim Jong-il en 1974, le Système idéologique monolithique émerge dans le contexte des débats politiques internes du Parti du travail de Corée et aux défis extérieurs imposés par la rupture sino-soviétique. Les Dix principes sont mis en œuvre par Kim Il-sung afin d'écraser la dissidence interne et consolider la domination de la famille Kim sur le système politique nord-coréen. Ils en viennent à remplacer la constitution nationale ou les édits du Parti du travail, et servent dans la pratique de loi suprême du pays,,.
Les Dix principes doivent être appris par cœur par tous les citoyens et ils assurent une fidélité et une obéissance absolue à Kim Il-sung, Kim Jong-il, et Kim Jong-un,. Ils font partie intégrante de la vie politique et quotidienne des habitants de Corée du Nord et doivent être appliqués par des séances quotidiennes d'autocritique, à leur travail, à leur école, etc. Ils forment la base du culte de la personnalité omniprésent du pays,.
La dernière version des Dix principes (datant de 2013) supprime toutes les mentions au « communisme » (ce qui avait déjà été fait pour la constitution en 2010) et exige la fidélité à Kim Jong-un et à la famille Kim.
Selon les dictionnaires nord-coréens, les Dix principes sont définis comme étant le « système idéologique par lequel l'entièreté du parti et du peuple sont fermement armés de l'idéologie révolutionnaire du Suryeong (chef suprême) et s'unissent solidement autour de lui, menant la bataille révolutionnaire et la bataille de la construction sous la seule direction du Suryeong ».

## Les Dix Principes
Les dix principes principaux d'origine sont énumérés ci-dessous :
1. Nous devons donner tout notre possible pour unifier toute la société avec l'idéologie révolutionnaire du Grand Chef Kim Il-Sung.
2. Nous devons honorer le Grand Chef camarade Kim Il-Sung avec toute notre fidélité.
3. Nous devons rendre absolue l'autorité du Grand Chef camarade Kim Il-Sung.
4. Nous devons faire de l'idéologie révolutionnaire du Grand Chef camarade Kim Il-Sung notre foi et faire de ses instructions notre credo.
5. Nous devons respecter strictement le principe d'obéissance inconditionnelle dans l'exécution des instructions du Grand Chef camarade Kim Il-Sung.
6. Nous devons renforcer l'idéologie, la force de volonté et l'unité révolutionnaire de tout le parti, en nous concentrant sur le Grand Chef camarade Kim Il-Sung.
7. Nous devons apprendre du Grand Chef camarade Kim Il-sung et adopter le style vestimentaire communiste, les méthodes de travail révolutionnaires et le style de travail axé sur le peuple.
8. Nous devons valoriser la vie politique qui nous a été donnée par le Grand Chef camarade Kim Il-Sung et répondre fidèlement à sa grande confiance politique et à sa prévenance avec une conscience et une compétence accrues.
9. Nous devons établir de solides règlements organisationnels afin que tout le parti, la nation et l'armée se meuvent comme s'ils ne faisaient qu'un, sous la direction seule et unique du Grand Chef camarade Kim Il-sung.
10. Nous devons poursuivre le grand accomplissement de la révolution du Grand chef Kim Il-sung de génération en génération, le transmettre et l'achever.

### Version de 2013
Après la mort de Kim Jong Il en 2011 les Principes ont été mis à jour pour inclure son nom à côté de celui de Kim Il Sung avec une nouvelle appellation : « Dix principes pour l’établissement du système de direction unique du Parti ». 
1. Nous devons tout donner dans la lutte pour unifier toute la société avec le kimilsungisme et le kimjongilisme.
2. Nous devons honorer les grands camarades Kim Il Sung et Kim Jong Il en tant que dirigeants éternels de notre Parti et du peuple et en tant que Soleil du Juche.
3. Nous devons rendre absolue et désespérée la défense de l’autorité des grands camarades Kim Il Sung et Kim Jong Il et de l’autorité du Parti des travailleurs.
4. Nous devons être complètement armés des idées révolutionnaires des grands camarades Kim Il Sung et Kim Jong Il, ainsi que des lignes et des politiques du Parti qui sont la réalisation de ces idées.
5. Nous devons nous en tenir strictement au principe de l’obéissance inconditionnelle dans l’accomplissement des instructions transmises par les grands camarades Kim Il Sung et Kim Jong Il et dans les lignes et la politique du Parti.
6. Nous devons renforcer par tous les moyens possibles l’idéologie, la volonté et l’unité révolutionnaire de l’ensemble du Parti, centrées sur le Chef.
7. Nous devons apprendre des grands camarades Kim Il Sung et Kim Jong Il et adopter la noble présence mentale et morale, les méthodes de travail révolutionnaires et le style de travail axé sur les personnes.
8. Nous devons valoriser la vie politique qui nous a été donnée par le Parti et le Chef et rendre loyalement la confiance et la prévenance du Parti par une conscience politique et une performance professionnelle accrues.
9. Nous devons établir des règles organisationnelles solides afin que l’ensemble du Parti, de la nation et de l’armée se meuvent comme un seul et même parti sous la seule et unique direction du Parti.
10. Nous devons transmettre de génération en génération la grande réalisation de la révolution du Juche et de la révolution du Songun, dont le grand camarade Kim Il Sung a été le pionnier et la direction des camarades Kim Il Sung et Kim Jong Il, en l’héritant et en l’achevant jusqu’à la fin.